# Altmühlfranken

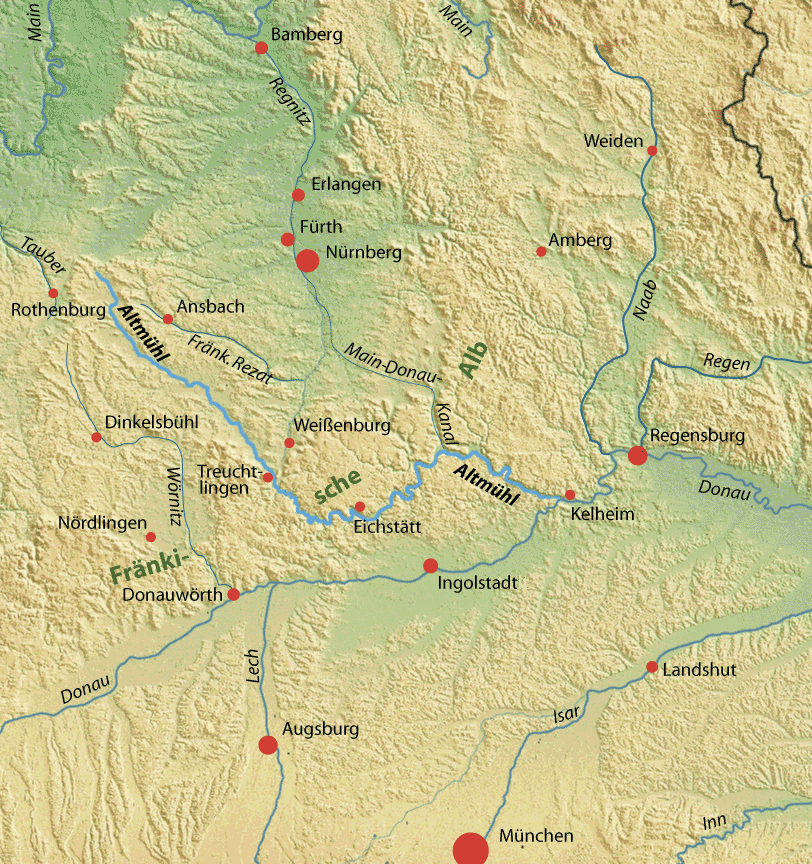
Verlauf der Altmühl: Die Region Altmühlfranken liegt entlang des Flusses etwa zwischen der Quelle und Eichstätt

Als Altmühlfranken wird der Landstrich entlang der Altmühl bezeichnet, der zu Mittelfranken gehört. Es ist ein Teilgebiet der Landkreise Ansbach und Weißenburg-Gunzenhausen. Zur Region werden auch das Fränkische Seenland und der östliche Teil des Altmühltals gezählt. Der Begriff „Altmühlfranken“ wurde von dem Nürnberger Kunsthistoriker Ernst Eichhorn geprägt.
Die Altmühl entspringt in der Nähe von Burgbernheim nordwestlich von Ansbach. Sie fließt über Leutershausen, Herrieden und Ornbau nach Gunzenhausen. Im oberen Altmühltal passiert der Fluss Markt Berolzheim, Treuchtlingen und Pappenheim, bevor er nach Solnhofen in den oberbayerischen Landkreis Eichstätt einfließt.
Hügelgräber aus der Hallstattzeit deuten auf eine frühe Besiedelung hin, später war es Grenzland des Römischen Reiches am Limes. Die Region liegt heute zwischen den Großstädten Nürnberg, Ingolstadt und Augsburg und ist ländlich geprägt.

## Geplanter Landkreis Altmühlfranken
Seit 2010 wirbt der Landkreis Weißenburg-Gunzenhausen verstärkt mit dem Markennamen „altmühlfranken“. Da die Vereinigung der beiden früheren Landkreise Weißenburg und Gunzenhausen und der Stadt Weißenburg im Zuge der Gebietsreform 1972 von Spannungen und Diskussionen in der Bevölkerung begleitet wurde, die sich teilweise bis heute auswirken, soll mit dem Begriff Altmühlfranken den Bewohnern des Landkreises Gelegenheit gegeben werden, sich stärker mit der Region zu identifizieren. Dazu wurde im örtlichen Landratsamt das bestehende Sachgebiet, welches sich mit dem Regionalmarketing befasst, Zukunftsinitiative altmühlfranken genannt.
Landrat Gerhard Wägemann hat die Überlegung ins Spiel gebracht, den bisherigen Landkreis Weißenburg-Gunzenhausen auf Grund der möglichen stärkeren Gemeinschaftsbindung in Landkreis Altmühlfranken umzubenennen. Während man nach der Kennzeichenliberalisierung in Gunzenhausen das bis zur Landkreiszusammenlegung gültige GUN wieder einführen möchte und auch DON, HIP und EIH auf Grund der damals von dort eingemeindeten Orte möglich wäre, hat Wägemann bei der bayerischen Staatsregierung die Kennzeichenvariante AF reservieren lassen. Das führt bei der Bevölkerung zu gespaltenen Meinungen. Bei einer nicht-repräsentativen Online-Umfrage stimmten 83 Prozent für die Beibehaltung von WUG als Kennzeichen und Weißenburg-Gunzenhausen als Landkreisname, nur 17 % votierten für Altmühlfranken.
Von den mit der Kennzeichenliberalisierung wieder möglichen Kennzeichen GUN, EIH, HIP und DON wurde durch die Entscheidung von Landrat Wägemann am 28. Februar 2013 GUN wieder eingeführt.